# Liste von Autoren/G

## Ga
Jostein Gaarder (* 1952)
Diana Gabaldon (* 1952)
Hans-Georg Gadamer (1900–2002)
Carlo Emilio Gadda (1893–1973)
William Gaddis (1922–1998)
Rebecca Gablé (* 1964)
Friedrich von Gagern (1882–1947)
Zsuzsanna Gahse (* 1946)
Gerd Gaiser (1908–1976)
Patrick Gale (* 1962)
Eduardo Galeano (1940–2015)
Damon Galgut (* 1963)
Mavis Gallant (1922–2014)
Pierre Marie Gallois (1911–2010)
John Galsworthy (1867–1933)
Johan Galtung (1930–2024)
Bettina Galvagni (* 1976)
Patrick Galvin (1927–2011)
Joshua Gamson (* 1962)
Ludwig Ganghofer (1855–1920)
Hans Ganz (1890–1957)
Roger Garaudy (1913–2012), FR
Burckhard Garbe (1941–2021), D
Agustín García Calvo (1926–2012), ES
Federico García Lorca (1898–1936), ES
Gabriel García Márquez (1927–2014)
Muriel Gardiner (1901–1985)
Gerald Brosseau Gardner (1884–1964), GB
John Gardner (1933–1982)
John Edmund Gardner (1926–2007)
Martin Gardner (1914–2010)
David Garnett (1892–1981)
Karl-Heinz Garnitz (* 1942)
Romain Gary (1914–1980)
Catherine Gaskin (1929–2009)
William Gass (1924–2017)
Peter Gast (1854–1918)
Zélia Gattai (1916–2008)
Armand Gatti (1924–2017)
Sigfrid Gauch (* 1945)
Théophile Gautier (1811–1872)
John Gay (1685–1732)
Peter Gay (1923–2015)
Roxane Gay (* 1974)

## Ge
Peter Geach (1916–2013), GB
Rollo Gebhard (1921–2013), D
Pauline Gedge (* 1945), NZL
Jef Geeraerts (1930–2015), BE
Frank Geerk (1946–2008), D
Emanuel Geibel (1815–1884), D
Swetlana Geier (1923–2010), D
Benno Geiger (1882–1965)
Johann Geiler von Kaysersberg (1445–1510), D
Ines Geipel (* 1960), D
Achim Geisenhanslüke (* 1965), D
Christoph Geiser (* 1949), CH
Katharina Geiser (* 1956), CH
Christian Geissler (1928–2008), D
Horst Wolfram Geißler (1893–1983), D
Sina-Aline Geißler (* 1965), D
Jonas Geist (1936–2009), D
Christian Fürchtegott Gellert (1715–1769), D
Juan Gelman (1930–2014), AR
Wilhelm Genazino (1943–2018), D
Goede Gendrich (1912–2000), D
Jean Genet (1910–1986), FR
Elizabeth George (* 1949), US
Jean Craighead George (1919–2012), US
Stefan George (1868–1933), D
Doris Gercke (1937–2025), D
Bronisław Geremek (1932–2008), PL
Paul Gerhardt (1602–1676), D
Klaus Gerisch (* 1936), D
Hans Egon Gerlach (1908–?), D
Harald Gerlach (1940–2001), D
Rolf Gerlach (* 1935), D
Robert Gernhardt (1937–2006), D
Tess Gerritsen (* 1953), US
Friedrich Gerstäcker (1816–1872), D
Heinrich Wilhelm von Gerstenberg (1737–1823), D
Elfriede Gerstl (1932–2009), AT
Elisabeth Gerter (1895–1955), CH
Georg Gottfried Gervinus (1805–1871), D
Masha Gessen (* 1967), RU / US
Friedrich Geßler (1844–1891)
Salomon Gessner (1730–1788), CH

## Gf
Simon Gfeller (1868–1943)

## Gh
Mirza Ghalib (1797–1869), IND

## Gi
William Gibson (1914–2008)
William Gibson (1948)
André Gide (1869–1951)
Elsa Gidlow (1898–1986)
Hans Giebisch (1888–1966)
Kerstin Gier (1966)
W. K. Giesa (1954–2008)
Wolfram Gieseke (1972)
Bernhard Giesen (1948–2020)
Christa Gießler (1954), D
Richard Gifford (1725–1807)
Gerd Gigerenzer (* 1947)
Elizabeth Gilbert (* 1969)
Jaime Gil de Biedma (1929–1990)
Werner Gilde (1920–1991)
Hermann von Gilm (1812–1864)
Dorothy Gilman (1923–2012)
Frank D. Gilroy (1925–2015)
Alex Gino (US)
Allen Ginsberg (1926–1997)
Carlo Ginzburg (* 1939)
Natalia Ginzburg (1916–1991)
Franz Karl Ginzkey (1871–1963)
Jean Giono (1895–1970)
Ralph Giordano (1923–2014)
René Girard (1923–2015)
Jean Giraud (1938–2012)
Jean Giraudoux (1882–1944)
Hans Bernd Gisevius (1904–1974)
George Robert Gissing (1857–1903)
Todd Gitlin (1943–2022)
Giuseppe Giusti (1809–1850)

## Gl
Enoch Gläser (1628–1668), D
Hermann Glaser (1928–2018), D
Otto Glaubrecht (1807–1859)
Friedrich Glauser (1896–1938)
Thomas Glavinic (* 1972), AT
Nathan Glazer (1923–2019), US
Danuta Gleed (1946–1996)
Manfred Wöhlcke von Glehn (* 1942)
Johann Wilhelm Ludwig Gleim (1719–1803)
Victoria Glendinning (* 1937), GB
Robert Ferdinand Glener (* 1964)
Fjodor Nikolajewitsch Glinka (1788–1880)
Sergej Nikolajewitsch Glinka (1774–1847)
Ralph Roger Glöckler (* 1950), D
André Glucksmann (1937–2015), FR
Fritz R. Glunk (1936–2021), D
Donald F. Glut (* 1944), US

## Gn
Dietmar Gnedt (* 1957), A

## Go

### God–Gol
Rumer Godden (1907–1998), GB
Sabri Godo (1929–2011), AL
Reinhard Goering (1887–1936), D
Albrecht Goes (1908–2000), D
Johann Wolfgang von Goethe (1749–1832), D
Curt Goetz (1888–1960), D/CH
Rainald Goetz (* 1954), D
Erving Goffman (1922–1982), US
Octavian Goga (1881–1938), RO
Oliver St. John Gogarty (1878–1957), IRL
Nikolai Gogol (1809–1852), RU
Ziya Gökalp (1876–1924), TR
Hüseyin Gökçe (* 1954), TR
A. Erol Göksu (* 1957), TR
Arthur Golden (* 1956), US
Daniel Goldhagen (* 1959), US
William Golding (1911–1993), GB
Lucien Goldmann (1913–1970), FR
Nahum Goldmann (1895–1982)
Carlo Goldoni (1707–1793), IT
Georges-Arthur Goldschmidt (* 1928), FR
Oliver Goldsmith (1728–1774), IRL
Martin Goldstein (1927–2012), D
Max Goldt (* 1958), D
Claire Goll (1890–1977), D/FR
Ernst Goll (1887–1912), AT
Yvan Goll (1891–1950), FR
Anne Golon (1921–2017), FR
Franz Goltsch (1865–1921)
Manuela Golz (* 1965), D

### Gom–Goy
Witold Gombrowicz (1904–1969), PL
Jewelle Gomez (* 1948), US
Eugen Gomringer (* 1925), CH
Edmond und Jules Goncourt (1822–1896)/(1830–1870)
Árpád Göncz (1922–2015), HU
Gong Ji-young (* 1963), ROK
Luis de Góngora (1561–1627), ES
Iwan Alexandrowitsch Gontscharow (1812–1891)
Rigoberto González (* 1970), US
Brad Gooch (* 1952), US
Melissa Good (* 1962), US
Jack Goody (1919–2015), GB
Mario Göpfert (* 1957)
Nadine Gordimer (1923–2014), ZA
Maxim Gorki (1868–1936)
Alexander Gorkow (* 1966), D
Ida Friederike Görres (1901–1971)
Herman Gorter (1864–1927), NL
Ghazi al-Gosaibi (1940–2010), SA
Paula Gosling (* 1939), US/GB
Phyllis Gotlieb (1926–2009), CA
Otto Gotsche (1904–1985)
Emil Gött (1864–1908)
Gottfried von Straßburg (ca. 1200)
Georg Gotthart († 1619)
Jeremias Gotthelf (1797–1854)
Gerald Götting (1923–2015), D
Herbert Gottschalk (1919–1981), D
Johann Christoph Gottsched (1700–1766)
Alfred B. Gottwaldt (1949–2015), D
Jule Govrin (* 1984), D
Barbara Gowdy (* 1950), CA
Frank Goyke (* 1961), D
José Agustín Goytisolo (1928–1999), ES
Juan Goytisolo (1931–2017), ES
Luis Goytisolo (* 1935), ES

## Gr

### Gra–Gre
Christian Dietrich Grabbe (1801–1836)
Georg Grabenhorst (1899–1997)
Rudolf Graber (1899–1958)
David Graeber (1961–2020)
Erdmann Graeser (1870–1937)
Oskar Maria Graf (1894–1967)
Sigmund Graff (1898–1979)
Sue Grafton (1940–2017), US
Winston Graham (1908–2003)
Judy Grahn (* 1940), US
Egon Gramer (1936–2014)
Christine Grän (* 1952), AT
Almudena Grandes (1960–2021), E
Jean-Christophe Grangé (* 1961)
Günter Grass (1927–2015)
Edwin Gräupl (* 1941), A
Robert Graves (1895–1985), GB
Emily Gravett (* 1972)
Thomas Gray (1716–1771)
Robert Greacen (1920–2008)
Alain Grée (1936–2025)
Andrew Greeley (1928–2013)
Gerald Green (1922–2006)
John Green (* 1977), USA
Julien Green (1900–1998)
Graham Greene (1904–1991)
Harlan Greene (* 1953)
Robert Greene (1558–1592), GB
Robert Greene (* 1959), USA
Germaine Greer (* 1939), AUS
Mathias Greffrath (* 1945), D
Georg Greflinger (1619[?]–1677), D
Martin Gregor-Dellin (1926–1988)
Martin Greif (1839–1911)
Catharina Regina von Greiffenberg (1633–1694), A
Leo Greiner (1876–1928)
Rudolf Greinz (1866–1942)
Hermann L. Gremliza (1940–2019)
Maria Grengg (1899–1936)
Uwe Greßmann (1933–1969)
Jakob Gretser (1562–1625), D
Ruth Greuner (* 1931)
Felix Paul Greve (1879–1948)
Ludwig Greve (1924–1991)

### Gri–Grz
Lucie Griebel (1854–1922)
Friedrich Griese (1890–1975)
Barbara Grier (1933–2011), USA
Nicola Griffith (* 1960), GB
M. A. Griffiths (1947–2009), GB
Harald Grill (* 1951), D
Franz Grillparzer (1791–1872)
Hannelore Grimm (* 1940)
Hans Grimm (1875–1959)
Herman Grimm (1828–1901)
Brüder Grimm, Jacob (1785–1863) und Wilhelm (1786–1859)
Matthias T. J. Grimme (* 1953)
Hans Jakob Christoffel von Grimmelshausen (1622–1676)
Jim Grimsley (* 1955), US
Agnes-Marie Grisebach (1913–2011), D
John Grisham (* 1955), US
Johann Grob (1643–1697), CH
Wolfram Groddeck (* 1949), CH
Paula Grogger (1892–1984), AT
Balduin Groller (1848–1916), AT
Oskar Grosberg (1862–1941)
Jürgen Groß (1946). D
Raphael Gross (* 1966), CH
Julius Grosse (1828–1902), D
Hanns Grössel (1932–2012), D
Alfred Grosser (1925–2024), D/FR
Karlheinz Grosser (* 1922), D
David Grossman (* 1954), IL
Wassili Grossman (1905–1964), SU
Claus Grossner (1941–2010), D
Alexandra von Grote (* 1944), D
Christian Grote (1931–2023), D
Klaus Groth (1819–1899), D
Alexander Grothendieck (1928–2014), FR
Friedrich Grotjahn (* 1937), D
Benoîte Groult (1920–2016), FR
Frederick Philip Grove (1879–1948)
Sabine Gruber (* 1963), AT
Lothar Gruchmann (1929–2015), D
Arno Gruen (1923–2015), D/CH
Detlef Grumbach (* 1955), D
Doris Grumbach (1918–2022), US
Michael Grumley (1942–1988), US
Gerhard Grümmer (1926–1995), D
Anastasius Grün (1806–1876), AT
Max von der Grün (1926–2005), D
Durs Grünbein (* 1962), D
Arnon Grunberg (* 1971), NL
Alfred Grünewald (1884–1942), AT
Jiří Gruša (1938–2011), CZ
Andreas Gryphius (1616–1664), D
Christian Gryphius (1649–1706), D
Martin Grzimek (* 1950), D

## Gs
Norbert Gstrein (1961), AT

## Gu
Giovanni Guareschi (1908–1968)
Félix Guattari (1930–1992), FR
Claudia Gudelius (1951), D
Yim Guechse (* 1946), KH/D
Kurt Guggenheim (1896–1983)
Werner Johannes Guggenheim (1895–1946)
Josef Guggenmos (1922–2003), D
Hervé Guibert (1955–1991), FR
Henri Guilbeaux (1884–1938), FR
Nicolas Guillén (1902–1989), CU
Claude Guillon (1952–2023), FR
Guido Guinizelli (1230 [?]–1276 [?]), IT
Trygve Gulbranssen (1894–1962)
Robert van Gulik (1910–1967), NL
Ferreira Gullar (1930–2016), BRA
Olav Gullvaag (1885–1961)
Karoline von Günderode (1780–1806)
Herma Gunert (1905–1949)
Dilek Güngör (* 1972), D
Thomas Gunkel (* 1956), D
Thom Gunn (1929–2004), GB
Gunnar Gunnarsson (1889–1975)
Dirk van Gunsteren (* 1953), D
Mirijam Günter (* 1972), D
Johann Christian Günther (1659–1723)
Manfred Günther (* 1948), D
Neil J. Gunther (* 1950)
Batya Gur (1947–2005)
Allan Gurganus (* 1947), US
Ivor Gurney (1890–1937), GB
Lars Gustafsson (1936–2016), SE
Albert Paris Gütersloh (1887–1973), AT
David Guterson (* 1956), US
Pedro Juan Gutiérrez (* 1950), CU
Karl Guthausen (1921–2012), D
Karl Gutzkow (1811–1878), D

## Gw
Alexander Xaver Gwerder (1923–1952)

## Gy
Lars Gyllensten (1921–2006), SE
Brion Gysin (1916–1986), USA